# Aaron Pedersen
Aaron Pedersen (Alice Springs, 24 de noviembre de 1970) es un actor australiano, más conocido por haber interpretado a Vince Cellini en Wildside, a Michael Reilly en Water Rats y a Duncan Freeman en la serie City Homicide.

## Biografía
Tiene un hermano llamado Vincent "Vinnie", quien sufre de discapacidad mental leve y parálisis cerebral.
Es muy buen amigo del actor Myles Pollard.
En 1999 Aaron se casó con Lisa Serma pero poco después la pareja se divorció en el 2000.
Aaron sale con la productora Sarah Bond.

## Carrera
Antes de convertirse en actor Aaron trabajó como periodista para la ABC2 en Elsternwick studios en Melbourne.
En 1994 apareció en la miniserie Heartland donde interpretó a Clarrie Carmichael.
En 1997 obtuvo su primer papel importante en la televisión cuando se unió al elenco principal de la serie policíaca Wildside donde interpretó a Vince Cellini, un joven empleado del centro médico hasta el final de la serie en 1999.
En 1999 se unió al elenco de la serie policíaca Water Rats donde interpretó al detective mayor de policía Michael Lionel Reilly hasta el final de la serie en el 2001.
En el 2002 apareció como personaje recurrente en la serie médica MDA donde interpretó al doctor Tony McKinnon.
En el 2005 apareció como invitado en varios episodios de la cuarta temporada de la serie The Secret Life of Us donde interpretó a Corey Mailins.
En el 2007 se unió al elenco de la serie The Cicuit donde interpretó al abbogado Drew Ellis, hasta el 2010, donde trabajó con el actor Gary Sweet.
En el 2007 se unió al elenco de la serie policíaca City Homicide donde interpretó al detective sargento mayor Duncan Freeman, hasta el final de la serie en el 2011.
En el 2013 se anunció la participación de Aaron en la serie Redfern Now.

## Filmografía

### Series de televisión
| Año         | Título                  | Personaje          | Notas                                               |
| ----------- | ----------------------- | ------------------ | --------------------------------------------------- |
| 2024        | High Country            | Owen Cooper        | 6 episodios                                         |
| 2020        | Australia Remastered    | Host               | 4 episodios                                         |
| 2020        | The Gloaming            | Lewis Grimshaw     | 8 episodios                                         |
| 2019        | Total Control           | Tom Campbell Jnr   | 4 episodios                                         |
| 2017        | Mystery Road            | Jay Swan           | 12 episodios                                        |
| 2017        | A Place to Call Home    | Frank Gibbs        | 11 episodios                                        |
| 2017        | Blue Murder: Killer Cop | Det. Joe Kenshell  | 2 episodios - miniserie                             |
| 2016        | Jack Irish              | Cam Delray         | 6 episodios                                         |
| 2014        | It's a Date             | Matt               | episodio "Should You Re-connect With An Old Flame?" |
| 2014        | The Code                | Tim Simons         | 6 episodios                                         |
| 2007 - 2011 | City Homicide           | Duncan Freeman     | 84 episodios                                        |
| 2007 - 2010 | The Circuit             | Drew Ellis         | 12 episodios                                        |
| 2008        | Double Trouble          | Kelton             | 13 episodios                                        |
| 2007        | East West 101           | Adam King          | episodio "Death at the Station"                     |
| 2005        | The Secret Life of Us   | Corey Mailins      | 9 episodios                                         |
| 2003        | Grass Roots             | Joe Ventimiglia    | 2 episodios                                         |
| 2002        | MDA                     | Dr. Tony McKinnon  | 22 episodios                                        |
| 1999 - 2001 | Water Rats              | Michael Reilly     | 86 episodios                                        |
| 1997 - 1999 | Wildside                | Vince Cellini      | 60 episodios                                        |
| 1994        | Heartland               | Clarrie Carmichael | 3 episodios - miniserie                             |

### Películas
| Año  | Título                 | Personaje              | Notas                                                                                                   |
| ---- | ---------------------- | ---------------------- | --- |
| 2015 | Goldstone              | Jay Swan               | junto a David Wenham, Alex Russell, Jacki Weaver y Pei-Pei Cheng                                        |
| 2015 | Spear                  | Hombre Suicida         | junto a Hunter Page-Lochard, Troy Honeysett, Waangenga Blanco y Yolande Brown                           |
| 2014 | The Fear of Darkness   | Dr. Nicholas Trengrove | junto a Penelope Mitchell, Maeve Dermody, Christopher Sommers, Damien Garvey y Mark Leonard Winter      |
| 2014 | Jack Irish: Dead Point | Cam Delray             | junto a Guy Pearce, Marta Dusseldorp, Roy Billing, Shane Jacobson, Deborah Mailman y Vince Colosimo     |
| 2013 | Mystery Road           | Jay Swan               | junto a Hugo Weaving, Roy Billing, Ryan Kwanten, Damian Walshe-Howling, Robert Mammone y Samara Weaving |
| 2012 | Bad Karma              | Bear                   | junto a Ray Liotta, Dominic Purcell, Andy McPhee, Vanessa Gray y Ty Hungerford                          |
| 2012 | Jack Irish: Black Tide | Cam Delray             | junto a Guy Pearce, Marta Dusseldorp, Roy Billing, Shane Jacobson, Don Hany y Lachy Hulme               |
| 2012 | Jack Irish: Bad Debts  | Cam Delray             | junto a Guy Pearce, Anthony Hayes, Fletcher Humphrys, Marshall Napier, Shane Jacobson y Roy Billing     |
| 2007 | Too Late               | Ben                    | corto - junto a Ngaire Pigram                                                                           |
| 2006 | BlackJack: Dead Memory | Greg                   | junto a Colin Friels, Marta Dusseldorp, David Field, Daniel MacPherson y Yvonne Strahovski              |
| 2006 | Darklovestory          | Gil                    | junto a Belinda McClory, Anthony Phelan y Don Atkinson                                                  |
| 2005 | Grange                 | Sam                    | junto a John Bluthal, Nicholas Hope y Bruce Spence                                                      |
| 2005 | A Very Barry Christmas | Warrun                 | junto a Deanna Aubert, Roy Billing, Stewart Horsley y Shannon Lawson                                    |
| 2004 | Floodhouse             | -                      | junto a Victoria Thaine, Robert Menzies, Catherine McClements, Brendan Cowell y Jacek Koman             |
| 2004 | Queen of Hearts        | -                      | junto a Lillian Crombie, Lisa Flanagan y Kirsty McDonald                                                |
| 2002 | Mimi                   | -                      | junto a David Gulpilil y Sophie Lee                                                                     |
| 2000 | Saturday Night         | Mac                    | junto a Alison Whyte                                                                                    |
| 1996 | The Territorians       | Tom Daly               | junto a Peter Adams, Ullie Birve, Jamie Croft, Robert Mammone y Steven Vidler                           |
| 1996 | Dead Heart             | Tony                   | junto a Bryan Brown, Angie Milliken, John Jarratt, Lewis Fitz-Gerald y Marshall Napier                  |

### Productor, escritor y director
| Año         | Serie/Programa          | Notas                                        |
| ----------- | ----------------------- | -------------------------------------------- |
| 2013        | Mystery Road            | productor asociado                           |
| 2010        | The Circuit             | director - episodio "Swings and Roundabouts" |
| 2006        | My Brother Vinnie       | escritor                                     |
| 2005 - 2006 | Big Brother Uncut       | 77 episodios - productor                     |
| 2001        | The Best of Big Brother | productor                                    |
| 2001        | Big Brother             | productor ejecutivo                          |
| 1999        | Wildside                | escritor - episodio # 2.10                   |

### Teatro
| Año  | Obra         | Personaje | Director (a) | Teatro         | Notas |
| ---- | ------------ | --------- | ------------ | -------------- | --- |
| 2005 | Love Letters | -         | John Clark   | Parade Theatre | junto a Steve Bisley, Justine Clarke, Alex Dimitriades, Cornelia Frances, Noni Hazlehurst y Daniel MacPherson |

## Premios y nominaciones
| Año  | Categoría                             | Premio                                    | Serie/Película       | Resultado |
| ---- | ------------------------------------- | ----------------------------------------- | -------------------- | --------- |
| 2018 | Most Outstanding Supporting Actor     | Logie Award                               | A Place To Call Home | Nominado  |
| 2011 | Male Actor of the Year                | Deadly Award                              | City Homicide        | Ganador   |
| 2010 | Best Lead Actor in a Television Drama | AFI Award                                 | The Circuit          | Nominado  |
| 2006 | Best Actor                            | Melbourne Underground Film Festival Award | Darklovestory        | Ganador   |
| 1994 | Bachelor of the Year                  | Cleo Magazine Award                       | -                    | Ganador   |